# 八神はやて
八神 はやて（やがみ はやて）は、テレビアニメ作品『魔法少女リリカルなのは』シリーズに登場する架空の人物であり、同作の主人公の1人である。担当声優は植田佳奈。

## 人物像

### 『A's』時
『A's』から登場する主人公の1人。当時9歳。誕生日は6月4日。魔導師ランクは、この時点での主要登場人物中最高位のSクラス。小学校は足の障害のため休学中。とある偶然からなのはの親友であるすずかと市立図書館で知り合い、意気投合して親しい友人となる。
幼いころに身寄りを無くし（物心つく前に亡くしたらしい）、足に原因不明の障害を抱えながらも「父の友人」を名乗る人物の庇護を受けながら1人で生活していた（『The MOVIE 2nd A's』では、庇護もなく一人で暮らしていた）。不遇な境遇に置かれながらも前向きで、優しい心を持った少女。しかし、自分の境遇については諦観している部分もあり、治療に対してもあまり積極的ではない。また、辛いことや悲しいことを一人で抱え込む癖があり、シャマルがそれを心配する場面もあった。。関西生まれなので柔らかな関西弁で話す。一人称は「うち」ではなく、「わたし」である。魔道騎士としてのはやては、遠距離攻撃、遠隔発生、広域攻撃などを得意とし、支援攻撃に特化した指揮官タイプ。ミッド式とベルカ式の両方の魔法を使うことができる上、リインフォースの遺した「蒐集行使」というレアスキルを持っている。これは「夜天の書（闇の書）」が保有・蒐集した膨大な数の魔法の使用方法をマニュアル化し、はやてが利用できるようにしたものである。ただし、彼女が新たな魔法を習得する場合は、普通の人と同じように学習する必要があり、応用はあまりきかない。
使用デバイスは、『闇の書事件』における最終戦ではユニゾンデバイス「夜天の書（闇の書）」。管制人格リインフォースとともに主の初陣をサポートした。リインフォース亡き後は、管理局が製作した特注デバイスを使用。それらのデバイスは、彼女の桁外れに大きい魔力を考慮して製作されたものだったが、それでも、その内何機かは、はやての強大な魔力に耐え切れずに破損している。
闇の書事件から2年、はやてが11歳のときに、自らのリンカーコアを体内でコピー。そのコピーされたリンカーコアを本体にして、独立行動、単独魔法使用が可能なユニゾンデバイス・リインフォースIIを生み出す。この結果はやては、魔力を出力する砲身としての役目等、ごく簡単な機能しか持たない非人格型アームドデバイス「“騎士杖”シュベルトクロイツ（剣十字）」と魔道書型ストレージデバイス「夜天の書」、管制を担当するユニゾンデバイス“リインフォースII”、さらにリインフォースIIが手にする魔道書型ストレージデバイス「蒼天の書」という4つのデバイスを使用することとなる。この4つのデバイスは、機能としてはインテリジェントデバイスが1機で行えることを分担している。本来1機で行える機能を分割した理由は、繊細な機構を持つインテリジェントデバイスとの相性が悪かったためである。

### 『StrikerS』時
19歳。魔法術式・古代ベルカ式/魔導師ランク・総合SS。
時空管理局遺失物管理部機動六課の課長・本部隊舎総部隊長・中枢司令部（後方支援部隊）「ロングアーチ」のトップ。普段は単に部隊長と呼ばれることが多い。魔導師ランクは、なのはやフェイトをも上回るSSランク（しかもなのはとフェイトの空戦ランクに対して、はやては総合ランク）を誇るが、一部隊における魔導師ランクの総計規模の規制をクリアするため、「能力限定」によって魔力の出力リミッターを掛けており、4ランクダウンであるAクラスにまで力を制限している。彼女のリミッターを解除出来るのは、はやての直接の上司であるカリムか部隊の監査役であるクロノのみで、一度限定解除を行うと承認許諾の取り直しをしなければならない。なお、はやては、同様に「能力限定」を受けている隊長クラス（なのは、フェイト、ヴィータ、シグナム）のリミッター解除を許可出来る権限を持っているが、リミッター解除の許可は滅多なことでは出せない。
「闇の書事件」終結後、ヴォルケンリッターを伴って管理局に特別捜査官候補生として入局。事件の翌年には特別捜査官（士官級）として正式採用され、以後、ロストロギア関連の事件捜査に才覚を発揮する。15歳当時は時空管理局本局特別捜査官。一方で上級キャリア試験にも合格しており、上級幹部候補として指揮官研修の最中でもあった。
なお、上級キャリア試験には、13歳のときに、稀少技能（レアスキル）持ちの特例措置もあって一発合格。中学卒業後、ヴォルケンリッター共々海鳴市を離れ、ミッドチルダに引っ越している。以降も順調にキャリアを重ね、同期の中では一番の出世頭となる。
15歳当時の階級は、一等陸尉。StrikerS本編時点の階級は二等陸佐。
なお、彼女の出自やその能力、守護騎士達の正体、さらにはリインフォースIIがデバイスであることすら「特秘事項」とされており、一般の局員は彼女達の正体を知らない。個人情報や能力の詳細が「特秘事項」となるのは、レアスキル保持者すべてに共通する措置のようだ。
魔導師ランクは総合でSSランクを保有しており、ランクの判明している作中の登場人物では最高位である。なお本人は、強さの意味について考えていたティアナに対して、自身の単独戦闘は、戦術次第で機動六課新人達に苦戦することも、なのは、フェイト相手に絶対負けないようにすることも可能である旨、諭した。ただし、これらは教訓のための発言で必ずしも実力関係の真実性を表していない可能性がある。
実際の戦闘では、ゆりかご戦において単騎でガジェットIV型の群れの中を難なく突破しており、少なくとも、個人戦全般を不得意としているのではないことが窺える。『A's PORTABLE -THE BATTLE OF ACES-』では、一対一の練習試合で、なのはに勝ったこともある（はやてシナリオ）。

## 『A's』におけるはやて
彼女の9歳の誕生日である6月4日の午前0時（『The MOVIE 2nd A's』では、その前日に車にはねられそうになった時）、突如自宅に飾られていた書物（闇の書）が光を発して、闇の書の守護騎士プログラムが起動。守護騎士「ヴォルケンリッター」のシグナム、シャマル、ヴィータ、ザフィーラの4人が姿を現す。彼らが出現した時は驚きのあまり気絶してしまったものの、守護騎士達から話を聞き、詳しい事情を知ったはやては、魔法の存在や闇の書と守護騎士の主に選ばれた事実を受け入れ、闇の書の主として守護騎士達の衣食住の面倒をみる責任があると解釈する。はやての、この微妙にズレた認識は、守護騎士達を戸惑わせるが、闇の書の長い歴史の中で初めて自分達を大事にしてくれる主に次第に愛情を抱くようになる。また、はやても孤独だった自分に突然できた「家族」の存在を喜んだ。はやては騎士達に「家族」として仲良く暮らすことを望み、闇の書がもたらすとされる強大な力を理解した上でその完成を望まず、守護騎士リーダーのシグナムと「闇の書の頁蒐集は行わない」との約束を交わす。
しかし、はやての主治医である海鳴大学病院の石田医師からシグナムとシャマルにはやての麻痺は徐々に内臓方面に進行しており、命の危険があることを告げられる。守護騎士達はすぐに、その原因が、はやてが生まれた時から既にあった闇の書が、主であるはやてと深く結びついており、成長途上にある彼女のリンカーコアの魔力を侵食していたことにあったことを悟る。以降、彼女を助けたいと願う騎士達によって、はやての知らないままに約束は破られ、「闇の書の頁蒐集（魔導師襲撃事件）」が行われていく。
中盤、症状の悪化で病院に入院。すずかと共にお見舞いにやって来た、なのは、フェイト、アリサらと知り合い、彼女らと友達になる。
終盤、闇の書の永久封印を狙うグレアムやリーゼ姉妹の策略により（『The MOVIE 2nd A's』では、防衛プログラムナハトヴァールの暴走により）、完成し、暴走した「闇の書」に飲み込まれてしまう。しかし、闇の書の完成によって、闇の書に保存されていた莫大な知識を得た彼女は、闇の書の見せる「幸せな夢」よりも「現実に立ち向かう」ことを選び、「闇の書の意思」を説得。闇の書の意思に、新たなる名「リインフォース」を授けることでその真の主となり魔導騎士として覚醒する。そして、闇の書の暗部たる防衛プログラム（闇の書の闇）から自らと闇の書の本体（リインフォース）を切り離し、さらに、闇の書に全魔力を吸収されて倒された守護騎士達を自らの魔力によって復活させた。最終決戦では、闇の書の闇本体への攻撃を担当する。
事件解決後、夜が明けないうちに、リインフォースは呪われた防御プログラムの復活を阻止するため、自ら消えることを決意する。これに気付いたはやては、積もる雪の中を車椅子で駆けつけ、涙ながらにやめるように訴える。しかし、これからもっと幸せにしてあげないといけないというはやてに対して、リインフォースは、自分は「世界で一番幸福な魔導書」であると言って笑顔で消えていき、はやてに剣十字を象った自分の欠片を残したのだった。
騎士たちの蒐集を自分が気づかずに止めなかったことに責任を感じ、償いのため管理局に従事することとなったヴォルケンリッターと共にその重荷を負うべく、はやてはSクラス魔導騎士としての保護観察を受け、嘱託魔導師となる。なのは達の後輩となったはやては、翌年の小学四年生時に時空管理局特別捜査官候補生として入局し、事件の6年後の中学3年生時には特別捜査官になっている。足の障害も回復に向かい、事件の翌年には小学校に登校できるようになり、3年後には完治している（SSM4。漫画版最終話である事件の半年後の時点では、まだ車椅子で生活していた。『The MOVIE 2nd A's』では、事件の2年後には普通に歩いている。）。11歳のときに負傷したなのはと共にリハビリをしていた時期もあり、歩けなくなったところを、はやてとなのはでザフィーラの背中に二人乗りさせてもらったこともあるという（SSM4）。
なお、『-THE BATTLE OF ACES-』ではリインフォースが事件後生き残ったため、リインフォースも交えた生活シーンがある。最後の夜天の主であることを自負して、周囲の指導を受けながら魔法の訓練も始めている。リインフォースの余命が短いことは伝えられていないが、感づいている様子。普段、おっとりした性格であるが、リインフォースに対する侮辱には、普段見せることのない怒りの感情を見せた（TVシリーズでは激怒する場面がまったくないため、リインフォースもこれには驚いていたが、ドラマCDでも過去のヴォルケンリッターの扱いに悲しみ感情が昂る場面はあった）。
闇の欠片は各人の心の負の部分を反映するものであったが、はやての場合、なのは同様、全般的に本物のはやてそのままの穏やかな性格であり、心の純粋さを窺わせた（なのは、シグナム、クロノシナリオ）。唯一フェイトシナリオで守護騎士達への仕打ちに対する悲しみを見せたが、程なく和解した。
なのヴィネでは、翠屋を主な舞台とし、お店のお手伝いや、なのはの部屋の掃除、魔法の練習等、熱心に取り組む様子が見られた。一方フェイトを驚かせる一面もあった。

## 『StrikerS』におけるはやて
空港火災の後、管理局の対応の遅さを嘆き、周りの協力を得て本局遺失物管理部「機動六課」を4年がかりで設立。機動六課の課長、機動六課本部隊舎の総部隊長、後方支援部隊「ロングアーチ」の指揮官を務める。魔道書型ストレージデバイスは、かつてのものと同名・同デザインで新規に作成した「夜天の書」へと変わっており、共用デバイスであった「蒼天の書」はリインフォースIIへと譲っている。長距離と精密なコントロールは原則的にリインフォースIIのサポートが必要となるが、任務などで常に一緒ではないことも多いためオペレータ側がサポートを担当することもある。
捜査官時代にある事件で知り合った聖王教会の騎士･カリムを姉のように慕っており、またその義弟ヴェロッサとも仲が良い。機動六課設立の際も力添えを受けている。基本的に心優しく人懐っこい性格は相変わらずだが、部隊長として毅然とした態度を見せることも少なくない。また歩けるようになったためか昔に比べ活発になっている。
一方で管理局内では「闇の書事件」の当事者として、はやてを好意的に思わないものもいる。その裏には「闇の書の守護騎士」の現存や事件の背景、関わった者達の心情について知る者が少ないこともあり、オーリスにレジアスの暗躍を追及した際には、冤罪による著しい事実誤認のもとに非難される一幕があった（18話）。しかしはやて自身それらの一切を受け止める覚悟を固めており、それを踏まえた上で自らの夢に向かって邁進している。しかしそれは辛さを内に抱え込む癖が未だ変わっていないことを示唆しているともとれ、カリムやヴェロッサはそんな彼女を「生き急いでいる」と評し、彼女の身を深く案じている。
第18話ではレジアス中将の裏事情を探っており、スカリエッティとの関係にも言及している。
またアースラを新しい本部に出来るよう、クロノと共にヴェロッサに頼み込んでいる。
ゆりかご阻止戦では外部で戦闘指揮を担当、ゆりかご直掩のガジェット撃墜任務にあたる。後に突入部隊の救出のために、到着したリインと共に自身もゆりかごへと乗り込んだ。
機動六課解散後は特別捜査官として守護騎士一同と共に地上本部に勤務、密輸物や違法魔導師関連の捜査指揮に取り組む。ヴォルケンリッターやリインの他に新たにアギトが家族になり、リインと喧嘩をしているアギトの姿を微笑ましく見ている。
親しい同性間での彼女の独特なコミュニケーション手段として、胸部へのマッサージ（いわゆる「胸もみ」）がみられる。その行為は9歳時の就寝中のシグナムを皮切りに、幼馴染のなのは、フェイト、アリサ、すずか達、さらには六課職員にも及んでいる。とはいえ親しい間柄での職場外に於けるスキンシップであり、あくまで許してくれた相手にしか行われない。結果として彼女は周囲から「揉み魔」及び「おっぱいマニア」とも呼ばれている。
かなりの小柄で、劇中に登場する同年代の中では一番背が低い。

## 『ViVid』におけるはやて
六課の面々では八神家共々最後に登場する。DSAAインターミドルの参加条件であるデバイスを所持していないアインハルトのために、専用のデバイスをアギト、リインフォースIIと共に制作する。
またミウラをはじめとする八神家道場の門下生を可愛がっており、ミウラの試合には応援に駆けつけている。
他にもヴィヴィオやアインハルト、ジークリンデやヴィクトーリアなど古代ベルカとのつながりがある選手たちを気にかけており、無限書庫への調査には引率役として付き添っている。

## 『Force』におけるはやて
海上警備部捜査司令となっており、LS級次元航行船ヴォルフラムを指揮する。エクリプス関連事件が、JS事件以上の大規模な事件になるのを阻止する為に、元機動六課の面々を招集し、「特務六課」として再結成。事態の解決を図るために行動する。少し髪も長くなっており、騎士甲冑から帽子がなくなっている。
シグナム負傷の報を受け、特務艦ヴォルフラムを指揮してフッケバインに挑み、自身の大魔法「ヘイムダル」で飛空艇フッケバインを撃墜し得る氷塊を完成させて追い詰め、投降勧告をしたが、突如現れたカレン・フッケバインの背後からの不意打ちで腹部を貫かれる重傷を負った。しかし負傷を押して司令職に復帰し、なおフッケバインに備えている。
見習いのトーマ達には厳しく指導しているようで『-THE GEARS OF DESTINY-』では、トーマ達は大人しい幼少期のはやてにすら畏れを抱いており、はやて本人も驚いていた。

## 使用魔法
元々ベルカ式魔法はドイツ語を基調としているが、はやてが使う魔法の名称は北欧神話やケルト神話などに関係するものが多い。
また、作中で使っているのは主として広域・砲撃魔法である。
デアボリック・エミッション (Diabolic Emission)
『A's』で初代リインフォースが使っていたのと同じ魔法。
バリア発生阻害能力がある球形の純粋魔力攻撃で、スフィアを中心として広範囲に渡って魔力攻撃を充満させる。
本来は術者を中心とするのだが、はやての資質である「遠隔発生」により、遠距離での発生が可能。
発動トリガーは「遠き地にて、闇に沈め」。なお、劇中でのはやての言から、本来の詠唱はもっと長いと思われる。
氷結の息吹-アーテム・デス・アイセス- (Atem des Eises)
術者の周辺に発生した4個の立方体から氷結効果を放つ広域凍結魔法（なお、はやて自身に『凍結』の魔力変換資質はない）。
『StrikerS』の4年前に起きた空港火災の際に、消火作業用として使用。
凍結範囲はかなり広く、空港をまるまる飲み込むほど。ただし、効果発動中は移動できないようである。
なお、リインとユニゾンしていないと微調整が困難なようで、余波を浴びた近くにいた局員たちに「ごめんな」と謝っている。
詠唱は「仄白（ほのしろ）き雪の王、銀の翼以（も）て、眼下の大地を白銀に染めよ。来（こ）よ、氷結の息吹」。
フレースヴェルグ (Hraesvelgr)
超長距離砲撃魔法。大出力時は複数の弾を一気に発射、着弾(目標)地点から周囲を巻き込んで炸裂、一定範囲を「制圧」する。
その効果範囲の広さと威力の高さは「殲滅兵器」の域にあり、はやての保有魔法の中でも、ほぼ最大の効果範囲を持つ。
だが、誘導中は術者であるはやては『氷結の息吹』同様、移動ができず、無防備状態になるようである。
劇中では、ミッド首都に向かっていたガシェット・ドローン群をクアットロのISで作り出された幻ごと、次々と撃ち落としていった。
本来は古代ベルカ式魔法だが、投射面にはミッドチルダ式の魔法陣が使われている（ロングアーチからの支援をより正確に受け入れるため）。
ただし、リインとユニゾンしていれば、その必要はない。
詠唱は「来（こ）よ、白銀（はくぎん）の風、天よりそそぐ矢羽となれ」。
ミストルティン (Mistilteinn)
はやてが『A's』でのみ使用した、遠隔発生型の石化砲撃魔法（公式）。
魔法陣を中心に6本と、その中心から1本の最大7本の光の槍を放つ。
直接攻撃力は高くなく射程も短いが、追加効果として生体細胞を凝固させる「石化」を持つ。
詠唱は「彼方より来たれ、やどりぎの枝。銀月の槍となりて、撃ち貫け。石化の槍、ミストルティン！」。
なお、「石化の槍、ミストルティン」までが呪文詠唱なのかは不明。
ラグナロク (Ragnarök)
リインフォースと融合したはやての使う、強力な直射型砲撃魔法。
シリーズを通して、『A's』の第12話と『A's PORTABLE』の「フルドライブバースト」でのみ使用している。
正三角形のベルカ式魔法陣の各頂点上でエネルギーをチャージし、それぞれ効果の異なる3連の砲撃を放つ。
はやてとリインフォースの行使できる魔法のうち、対闇の書の闇戦時点での最強の攻撃魔法。
だが、夜天の書に蓄積された魔力を消費するため、夜天の書のページを一時的に消耗し、回復まで一定の時間が必要となる。
詠唱は「響け終焉の笛、ラグナロク！」。
なお、作中で最後に「ブレイカー」と言ったのは、なのはに合わせたためだと思われる。
なのはの最強魔法『スターライト・ブレイカー』と同様に、自分の足元と放射面の2枚の魔法陣を展開する。
本来は着弾時の威力拡散による広域攻撃能力を持っているが、用途に応じて拡散を押さえた貫通破壊型砲撃とすることもできる。

### 『A's PORTABLE』で使用する魔法
以下は『A's PORTABLE』ではやてが使用する魔法。これらの魔法の名称も、北欧神話やケルト神話から取られている。
スレイプニール (Sleipnir)
はやてが使う飛行魔法。
なお、はやてが使う飛行魔法が「スレイプニール」であると明示されたのは、これが初めて。
（『A's』において、擬人化した闇の書が飛翔魔法として使用している）
ゲーム中で明示されているだけで、使用は自動的に行われる。
ブリューナク (Brionac)
威力は低いが、連射可能。
命中率も高くないが、移動しながらの使用も可能。
溜めると、魔力を集束して単発として発射。この魔力弾は威力・命中率ともに上がっており、なおかつ複数回ヒットする。
バルムンク (Balmung)
射程は短いが、前方に威力の大きい魔力刃を広範囲に発射する。
溜めると、相手に向けて魔力刃が上・下・左・右・右上・右下・左上・左下から大きく広がった後に、目標に向かって収束する。
ゲーム中に登場する魔法の中でも軌道が一際違うため、相手の魔法に相殺されにくい。
クラウ・ソラス (Claíomh Solais)
はやてが使う、高威力の直射型砲撃魔法。
溜めると、命中後に球状の衝撃波が展開し、追い討ちをかける。
なお、魔法同士が相殺されても衝撃波は発生する。
『ViVid』では、ルーテシアが同名の魔法を使用している。